# مسابقات فرمول یک فصل ۱۹۷۶
مسابقات فرمول یک فصل ۱۹۷۶ در سال ۱۹۷۶ میلادی برگزار شد. در این مسابقات جیمز هانت (به انگلیسی: James Hunt) از تیم مک‌لارن و با خودروی فورد به قهرمانی رسید وی که در آغاز مسابقه در خط ۸ قرار داشت، بهترین زمان خود را در دور ۲ به دست آورد و در مجموع صاحب ۶۹ امتیاز شد.